# Myopias latinoda
Myopias latinoda är en myrart som först beskrevs av Carlo Emery 1897.  Myopias latinoda ingår i släktet Myopias och familjen myror. Inga underarter finns listade i Catalogue of Life.